# ملری بوردت
 ملری بوردت (انگلیسی: Mallory Burdette؛ زادهٔ ۲۸ ژانویهٔ ۱۹۹۱) تنیس‌باز اهل ایالات متحده آمریکا است.